# Хотиња вас
Хотиња вас (словен. Hotinja vas) је насељено место у општини Хоче–Сливница, Подравска регија, Словенија.

## Историја
До територијалне реорганизације у Словенији била је у саставу старе општине Марибор.

## Становништво
У попису становништва из 2011. године, Хотиња вас је имала 1.344 становника.
| Број становника према пописима | Број становника према пописима | Број становника према пописима |
| ------------------------------ | ------------------------------ | ------------------------------ |
| 1991                           | 2002                           | 2011                           |
| 1.263                          | 1.295                          | 1.344                          |

Напомена: Године 2018. извршена је мања размена територије између насеља Дравски Двор (Миклавж на Дравскем Пољу) и Хотиња вас.

## Такође види
- Аеродром Марибор